# Malcolm Allison
Malcolm Alexander Allison (ur. 5 września 1927 w Dartford, zm. 14 października 2010) – angielski piłkarz występujący na pozycji obrońcy. Trener piłkarski.

## Kariera piłkarska
W trakcie kariery Allison reprezentował barwy zespołów Charlton Athletic oraz West Ham United.

## Kariera trenerska
Allison karierę rozpoczął w amatorskim Bath Cit. Następnie prowadził kanadyjski zespół Toronto City, a także grający w Division Two, Plymouth Argyle. W latach 1965–1971 był asystentem Joe Mercera w Manchesterze City, a następnie prowadził go samodzielnie. W marcu 1973 odszedł z klubu.
W tym samym miesiącu objął stanowisko szkoleniowca innego zespołu Division One, Crystal Palace. W sezonie 1972/1973 spadł z nim do Divison Two, a sezon później do Division Three. Crystal Palace Allison trenował do 1976 roku. Następnie prowadził turecki 
Galatasaray SK, ale w 1978 roku wrócił do Anglii, gdzie ponownie był trenerem drużyn Plymouth Argyle, Manchester City oraz Crystal Palace.
W lutym 1981 roku trenował też Yeovil Town, a przed sezonem 1981/1982 objął portugalski Sporting CP. W tamtym sezonie wywalczył z nim mistrzostwo Portugalii, Puchar Portugalii oraz Superpuchar Portugalii. Po tych sukcesach odszedł z klubu.
W swojej karierze Allison prowadził jeszcze Middlesbrough, Willington, reprezentację Kuwejtu, portugalskie drużyny Vitória Setúbal oraz SC Farense, amatorski angielski zespół Fisher Athletic oraz w sezonie 1992/1993 Bristol Rovers, z którym spadł z Division Two.

## Źródła
- Profil na Soccerbase (ang.)